# Obóz Patriotyczny
Obóz Patriotyczny – porozumienie polskich prawicowych partii politycznych i następnie federacyjne ugrupowanie polityczne działające w latach 1995–1997. Jedna z licznych inicjatyw jednoczących prawicę z połowy lat 90.

## Historia
Obóz Patriotyczny powstał jako porozumienie różnych formacji prawicowych. 12 lipca 1995 powołano koordynacyjną radę polityczną, która dwa tygodnie później przedstawiła deklarację. Zawarto w niej m.in. zamierzenia wystawienia w wyborach prezydenckich w 1995 jednego kandydata, a następnie dalszą współpracę wyborczą. Ostatecznie nie udało się zrealizować pierwszego celu (większość sygnatariuszy wsparła Lecha Wałęsę, jednak wystartował również Leszek Moczulski).
5 stycznia 1996 zarejestrowano partię polityczną pod nazwą Obóz Patriotyczny, mającą charakter federacyjny, co było związane z obowiązującym progiem wyborczym. W skład OP weszły Konfederacja Polski Niepodległej, Ruch dla Rzeczypospolitej (frakcja Romualda Szeremietiewa), PSL-Porozumienie Ludowe, Prawica Narodowa, Stronnictwo Demokracji Polskiej, Partia "Victoria", PC Inicjatywa Integracyjna i przybudówki KPN (ZZ "Kontra", Polski Związek Zachodni, Polska Partia Ekologiczna – Zielonych).
Pięć miesięcy później wszystkie organizacje tworzące Obóz Patriotyczny (w międzyczasie doszło do rozłamu wewnątrz KPN na dwa ugrupowania, oba pozostające w ramach OP, zaś PSL-PL zaangażowało się w inny projekt polityczny) przystąpiły do Akcji Wyborczej Solidarność. OP zaprzestał tym samym dalszej działalności i nie został zarejestrowany pod nową ustawą o partiach politycznych.